# Emirado Maziádida
O Emirado Maziádida foi um emirado árabe xiita na área ao redor de Cufa e Hila, no centro do Iraque, que existiu entre ca. 961 e ca. 1160. Foi constituído pelos Banu Maziade (em árabe: بنو مزيد; romaniz.: Banu Mazyad), que pertenciam ao clã Naxira da tribo dos assaditas. Fontes mais antigas às vezes datam erroneamente do início do governo maziádida no início do século XI, mas o reinado de Ali ibne Maziade deve ser datado meio século antes. Os maziádidas primeiro adquiriram títulos e subsídios do emir buída Muize Adaulá em troca de serviços militares entre 956 e 963.

## História
O Emirado Maziádida foi constituído pelos Banu Maziade, que pertenciam ao clã Naxira da tribo dos assaditas. Fontes mais antigas às vezes datam erroneamente do início do governo maziádida no início do século XI, mas o reinado de Ali ibne Maziade deve ser datado meio século antes. Os maziádidas primeiro adquiriram títulos e subsídios do emir buída Muize Adaulá em troca de serviços militares entre 956 e 963. Em 1012, Ali fundou Hila em conurbação com o assentamento anterior de Jamiaim. Sob Sadaca I (r. 1086–1108 a.C.), um muro foi construído ao redor da nova cidade e ela se tornou a capital maziádida.
Os principais rivais dos maziádidas eram os ucaílidas. No início do reinado de Dubais I (r. 1017–1082), os ucaílidas apoiaram seu irmão Mucalade quando este desafiou Dubais pelo emirado. Quando o Império Seljúcida foi estabelecido, Dubais deu seu apoio ao Califado Fatímida e ao general Albassassiri. O reinado do fraco sultão seljúcida Barquiaruque (r. 1092–1105) corresponde ao auge do poder de Sadaca I. Para os primeiros cruzados, ele era o "rei dos árabes" (rex arabum nas crônicas latinas). Depois que Maleque Xá II sucedeu Barquiaruque, ele se moveu contra Sadaca, que foi derrotado e morto em batalha em 1108. Seu sucessor, Dubais II, era igualmente famoso pelos latinos e como um poeta árabe.
Os últimos emires maziádidas aliaram-se aos emires turcos locais contra o sultão Guiatadim Maçude (r. 1134–1152). As forças seljúcidas ocuparam Hila em várias ocasiões. Dubais II morreu em 1135 e foi sucedido por seu filho, Ali II, que reinou até 1150. Ele foi sucedido por sua vez por seu filho, Mualil, sobre cujo reinado nada se sabe, incluindo sua duração. Em 1163, Hila foi ocupada por forças abássidas e o governo maziádida chegou ao fim. Os maziádidas não cunhavam moedas.

## Emires
Segue a lista de emires maziádidas:
- Sana Adaulá Ali (I) ibne Maziade Alassadi Anaxiri (r. 961–1017)
- Nur Adaulá Abu Alazade Dubais (I) ibne Ali (r. 1017–1082)
- Abu Camil Baa Adaulá Mançor ibne Dubais (r. 1082–1086)
- Ceife Adaulá Facradim Alboácem Sadaca (I) ibne Mançor (r. 1086–1108)
- Nur Adaulá Abu Alazade Dubais (II) ibne Sadaca (r. 1108–1135)
- Ceife Adaulá Sacada (II) (r. 1135–1138)
- Maomé ibne Dubais (r. 1135–1145)
- Ali (II) ibne Dubais (r. 1145–1150)
- Mualil ibne Ali (r. 1150–?)